# Домагой Антолич
Домагой Антолич (хорв. Domagoj Antolić; нар. 30 червня 1990, Загреб) — хорватський футболіст, півзахисник саудівського клубу «Дамак».
П'ятиразовий чемпіон Хорватії.

## Клубна кар'єра
У дорослому футболі дебютував 2007 року виступами за команду клубу «Динамо» (Загреб), в якій протягом дебютного сезону взяв участь лише у 5 матчах чемпіонату, виборовши свій перший титул чемпіона Хорватії.
Протягом 2008—2009 років захищав на умовах оренди кольори клубу «Локомотива». Повернувшись з оренди до «Динамо», знову не зміг стати гравцем основного складу, провівши за сезон 2009/10 11 матчів національного чемпіонату, в якому з партнерами по команді виборов свій другий чемпіонський титул.
2010 року «Локомотива» знову запросила Антолича до себе на умовах оренди, а невдовзі викупила його контракт. Цього разу провів у складі цієї команди три сезони.
2013 року «Динамо» (Загреб) вирішило повернути свого вихованця і викупило контракт Антолича в «Локомотиви». Трохи згодом його було обрано капітаном «динамівців».
2018 року залишив «Динамо» і приєднався до польської «Легії».
На початку 2021 року хорватський півзахисник став гравцем саудівського «Дамака»

## Виступи за збірні
2008 року дебютував у складі юнацької збірної Хорватії, взяв участь у 9 іграх на юнацькому рівні, відзначившись одним забитим голом.
Протягом 2008—2013 років залучався до складу молодіжної збірної Хорватії. На молодіжному рівні зіграв у 5 офіційних матчах.
2014 року дебютував в офіційних матчах у складі національної збірної Хорватії. У травні 2016 року гравця було включено до розширеної заявки основної збірної Хорватії на фінальну частину чемпіонату Європи у Франції.

## Титули і досягнення
- Чемпіон Хорватії (5):

«Динамо» (Загреб): 2007–08, 2009–10, 2013–14, 2014–15, 2015–16
- Володар Кубка Хорватії (3):

«Динамо» (Загреб): 2014–15, 2015–16, 2016–17
- Володар Суперкубка Хорватії (1):

«Динамо» (Загреб): 2013
- Володар Кубку Польщі (1):

«Легія»: 2017–18
- Чемпіон Польщі (1):

«Легія»: 2019-20